# Stokesov premik
Stokesov premik je premik maksimuma valovne dolžine oziroma frekvence svetlobe (elektromagnetnega valovanja)  absorpcijskega in emisijskega spektra. 

Premik se kaže v spremembi največje vrednosti v intenzivnosti valovanja. Opazuje in primerja pa se izsevana in absorbirana svetloba istega elektronskega prehoda. Primera: fluorescenca in Ramanov pojav (Ramanovo sipanje). Pojav je opazen pri atomih in molekulah. 
Pojav se imenuje po irskem matematiku in fiziku Georgu Gabrielu Stokesu (1819–1903), ki je pojav opisal leta 1852 kot [[fluorescenca|fluorescenco] na mineralu fluoritu (CaF2).
Stokesov premik je razlika med valovno dolžino ali frekvenco vpadajočih in izhajajočih fotonov pri fluorescenci in fosforescenci. Velikost pojava se meri v nm (nanometrih). Stokesova fluorescenca je ponovno oddajanje fotonov z večjo valovno dolžino (z nižjo energijo). Pri absorpciji se foton absorbira in atom preide v vzbujeno stanje. V osnovno stanje lahko preide na več načinov. Pri tem se lahko nekaj energije porabi na različne načine. Eden izmed načinov je prehod energije v zvočna (fonon) ali toplotna nihanja. Atom se končno vrne v svoje osnovno energetsko stanje in izseva foton, ki ima manjšo energijo, kot jo je imel absorbirani foton. Nekaj energije se je pri tem porabilo za vzbujanje nihanj.

## Antistokesov premik
Kadar ima izsevani foton večjo energijo imamo antistokesov premik. Dodatna energija pride od termalnih fononov v kristalni mreži.  Značilna snov, ki kaže antistokesov premik je itrijevoksisulfid, ki ga dopiramo z gadolinijevim oksisulfidom (Gd2O2S). Ta snov absorbira v področju infrardečega valovanja in seva svetlobo iz vidnega dela spektra.